# Mohoidae
Mohoidae là một họ chim trong bộ Passeriformes.

## Phân loại học
Họ: Mohoidae
- Chaetoptila P.L. Sclater, 1871
  - Chaetoptila angustipluma Peale, 1848 - Kioea
- Moho Lesson, 1830
  - Moho apicalis Gould, 1860 - Oʻahu ʻōʻō
  - Moho bishopi Rothschild, 1893 - Bishop's ʻōʻō
  - Moho braccatus Cassin, 1855 - Kauaʻi ʻōʻō
  - Moho nobilis Merrem, 1786 - Hawaiʻi ʻōʻō